# Sidónio Pais
Sidónio Bernardino Cardoso da Silva Pais (1. května 1872 Caminha – 14. prosince 1918 Lisabon) byl portugalský politik, voják a diplomat. Sedm měsíců v roce 1918 sloužil jako čtvrtý prezident Portugalska. V přelomové době na konci první světové války byl též ministrem zahraničí a ministrem války. Před válkou byl ministrem financí (1911–1912), ministrem obchodu (1911) a portugalským velvyslancem v Německu (1912–1916). Na konci první světové války vytvořil diktátorský režim, který je nazýván Nová republika (República nova). Stal se ale brzy poté obětí atentátu. Pohled na jeho osobu stále rozděluje portugalskou veřejnost. Bývá označován jako populistický charismatický vůdce. Jeho pravnuk Bernardo Sassetti byl známým klavíristou a skladatelem.

## Život
Jeho otec byl notář židovského původu. Na univerzitě v Coimbře navštěvoval Sidónio kurzy matematiky a filozofie, ale v roce 1888 se rozhodl pro vojenskou kariéru a vstoupil do vojenské školy. Absolvoval s vyznamenáním a byl povýšen na podporučíka v roce 1892, nadporučíka v roce 1895, kapitána v roce 1906 a majora v roce 1916. Po absolvování vojenské školy se vrátil na univerzitu v Coimbře, kde dokončil studia matematiky. Doktorát získal na téže univerzitě v roce 1898. Poté byl jmenován profesorem na fakultě diferenciálního a integrálního počtu. Působil také jako profesor na průmyslové škole Brotero, kde byl v letech 1905 až 1909 rovněž ředitelem. 23. října 1910 byl jmenován prorektorem univerzity, jejíhož vedení se ujal Manuel de Arriaga, budoucí prezident republiky.
Již na studiích se Pais nadchl pro republikánské ideály. V té době byl rovněž členem zednářské lóže, i když později už nebyl v zednářství aktivní. Po vzniku republiky v roce 1910 byl katapultován do politického života. Po krátkém členství ve správní radě národní železniční společnosti byl zvolen poslancem Národního ústavodárného shromáždění. Byl pověřen vypracováním portugalské ústavy z roku 1911. Záhy byl jmenován ministrem obchodu a veřejných prací ve vládě, které předsedal João Chagas. Své funkce se ujal 24. srpna 1911 a skončil 3. listopadu 1911. V nové vládě Augusta de Vasconcelose se vzápětí ujal funkce ministra zahraničních věcí. Do úřadu nastoupil 7. listopadu 1911 a setrval v něm do 16. června 1912. Poté byl 17. srpna 1912 jmenován velvyslancem Portugalska v Berlíně. Na tento důležitý post byl určen díky svým známým proněmeckým postojům. V kritickém období vypuknutí první světové války udržoval obtížnou rovnováhu a relativně korektní vztahy s Německem v situaci, kdy portugalská vláda, ač formálně zůstala neutrální, stále více zastávala probritské postoje, a kdy se množily hraniční spory mezi portugalskými a německými koloniemi v Africe. 9. března 1916 nicméně Německo vyhlásilo Portugalsku válku, poté co portugalská vláda konfiskovala německé lodě v přístavech pod portugalskou kontrolou. To znamenalo i konec jeho diplomatické mise v Berlíně.
Po návratu do Portugalska tvořil jakýsi přirozený magnet pro ty, kteří se postavili proti portugalské účasti ve válce, a zároveň byli nespokojeni se špatnými výsledky portugalských expedičních sborů na frontě. Stal se hlavním vůdcem opozice vůči vládě Demokratické strany Afonsa Costy. 5. prosince 1917 zahájil povstání asi 250 vojáků. Převrat skončil vítězně po třech dnech těžkých bojů. Ráno 8. prosince 1917 Costa předal moc Paisově vojenské juntě. Místo zahájení konzultací s politiky, jež v minulosti obvykle následovaly po uchopení moci armádou, převzal plně moc, odstranil Bernardina Machada z funkce prezidenta republiky a vynutil si jeho exil. Následně, 11. prosince 1917, převzal funkci předsedy vlády, ministra války a ministra zahraničních věcí. 27. prosince převzal také funkci prezidenta. Všechny tyto akce byly v přímém rozporu s ústavou z roku 1911, kterou sám pomáhal vypracovat. Během převratu a v raných fázích své vlády se těšil podpoře různých dělnických skupin, jež si získal propuštěním uvězněných levicových aktivistů.
Pais pak bez konzultace s parlamentem vydal řadu diktátorských dekretů a pozastavil důležité části ústavy. Změnil tím politický systém na prezidentský. Hlava státu byla změnami postavena do mocenské pozice, která od konce absolutismu neměla v portugalských dějinách obdoby. Spisovatel Fernando Pessoa pro to užil pojmu „prezident-král“. Ve snaze normalizovat vztahy s římskokatolickou církví Sidónio Pais 23. února 1918 zmírnil zákon o odluce církve a státu. To vyvolalo okamžitou, divokou reakci tradičně antiklerikálních republikánů a svobodných zednářů, ale Paisovy to poskytlo širokou podporu katolíků, umírněných republikánů a venkovského obyvatelstva, jež stále představovalo naprostou většinu portugalské populace. Díky tomu byly také obnoveny diplomatické styky s Vatikánem. Dobře si vědom široké lidové podpory Pais 11. března 1918 nařídil přímou volbu prezidenta lidovým hlasováním. Ve volbách 28. dubna 1918 jasně zvítězil. Dekrety z února a března 1918 byly kvůli svému hlubokému rozporu s ústavou označeny jako „ústava z roku 1918“.

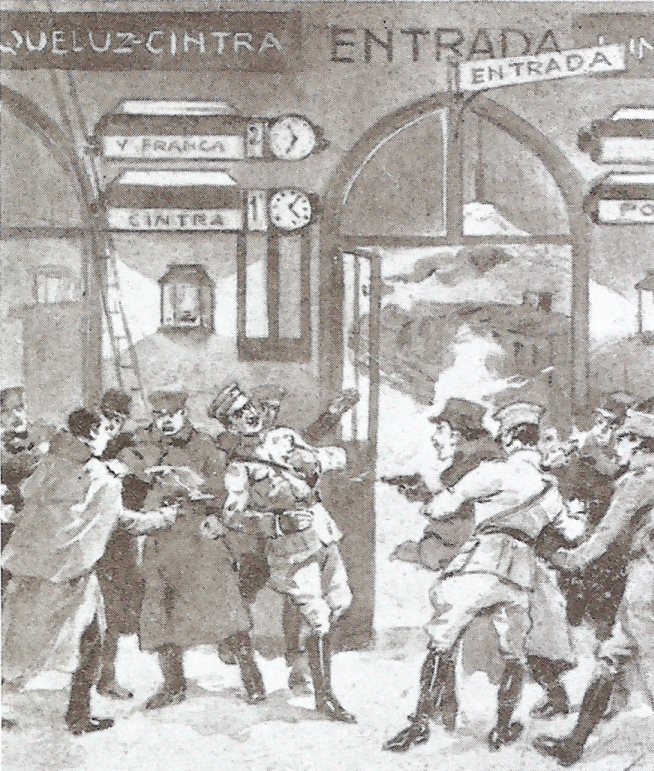
Atentát na dobovém vyobrazení

Jeho problémem však byla situace na frontě. V dubnu 1918 byl portugalský expediční sbor poražen v bitvě u Lys a portugalská vláda nebyla schopna dodat potřebné posily, aby situaci zvrátila. Armádní krize dosáhla vrcholu, když ani po skončení války nebylo Portugalsko schopno dopravit svá vojska zpět do země. Rozhořčení začalo zmítat celou zemí. Od léta 1918 čelil "sidonistický" režim vlně stávek, nepokojů v ulicích a spiknutí. Pais nakonec 13. října 1918 vyhlásil výjimečný stav. Tvrdými represemi se mu podařilo na chvíli znovu získat kontrolu nad politickou situací, ale byla to labutí píseň jeho režimu.
Ani příměří mezi Německem a Dohodou z 11. listopadu 1918 situaci příliš nezlepšilo, navzdory tomu, že britský král Jiří V. poslal Paisovy velmi vlídný veřejný vzkaz, jímž chtěl patrně naznačit, že Spojenci jsou připraveni zapomenout na jeho předchozí proněmecké postoje, a že s ním jako s partnerem počítají. Hlavní Paisův problém byl však doma.
Již 5. prosince 1918 na něj byl spáchán atentát, vyvázl ale bez úhony. O devět dní později se však na lisabonském nádraží Rossio stal obětí dalšího atentátu. Zastřelil ho levicový aktivista José Júlio da Costa. Atentátník, který se nepokusil o útěk, byl zatčen poté, co byl brutálně zbit davem. Pais nezemřel ihned, ale při převozu do nemocnice. Jeho pohřbu se zúčastnily desítky tisíc lidí, pohřební průvod byl ale několikrát napaden demonstranty.

## Hodnocení
Vražda Sidónia Paise uvrhla zemi do chaosu. Následovalo osm let setrvalé politické krize, která vyvrcholila státním převratem 28. května 1926, po němž následovalo čtyřicet let diktatury. To byl jeden z důvodů, proč byl Pais později do značné míry legendarizován jako někdo, jehož vraždou zhasla poslední naděje na to, aby se Portugalsko postavilo znovu na nohy. K jeho obdivovatelům patřil i spisovatel Fernando Pessoa, jenž svými oslavnými texty přispěl k tvorbě legendy. Konzervativní katolické kruhy Paisovi vytvořily přímo mučednický, až spasitelský kult. Ten funguje ještě i ve 21. století, k jeho hrobu nosí věřící stále mnoho květin a pokládají na něj náboženské symboly. Je to trochu paradoxní, neboť Pais sám nebyl zvlášť nábožensky založený člověk, navíc byl židovského původu. Také diktátorský režim Estado Novo, který ovládal Portugalsko během velké části 20. století, využíval dědictví „sidonismu“. Když byl například v roce 1966 slavnostně otevřen portugalský národní panteon, úřady do něj nechaly přenést Paisovy ostatky.
Existují ovšem i mnohem kritičtější pohledy na jeho osobu. Podle nich svým autokratickým stylem vlády a odstraněním kontrolních mechanismů připravil nástup pozdější dlouhé diktatury. Kritici též upozorňují, že ač se Pais často zaštiťoval řádem, skutečný řád přinést nedokázal. Tato kritika jde zejména "zleva", ale existuje i část levice, která oceňuje Paisovy postoje, které by se daly označit za levicově populistické.